# Elencos da Groupement Sportif Pétrolier Algérie
A equipa ciclista profissional argelina Groupement Sportif Pétrolier Algérie tem tido, durante toda a sua história, os seguintes elencos:

## Groupement Sportif Pétrolier Algérie

### 2011
| Corredor            | Nascimento | Nacionalidade | Equipa de 2010                       |
| Abdallah Ben Youcef | 10/04/1987 | Argélia       | Team Konica Minolta/Bizhub (em 2008) |
| Fathi Bennabi       | 27/07/1990 | Argélia       | Neoprofissional                      |
| Mourad Faid         | 21/07/1987 | França        | Neo (CA Castelsarrasin 82)           |
| Azzedine Lagab      | 18/09/1986 | Argélia       | Doha Team (em 2009)                  |
| Abdelmalek Madani   | 28/02/1983 | Argélia       | Doha Team (em 2009)                  |
| Youcef Reguigui     | 09/01/1990 | Argélia       | Neo (Combinado misto da UCI)         |
| Redouane Salah      | 21/08/1979 | Argélia       | Neoprofissional                      |
| Khalil Tamarante    | 19/09/1979 | Argélia       | Neoprofissional                      |
| Lotfi Tchambaz      | 08/11/1985 | Argélia       | Neoprofissional                      |

1. ↑  Desde 20 de março.

### 2012
| Corredor             | Nascimento | Nacionalidade | Equipa de 2011      |
| Abdallah Ben Youcef  | 10/4/1987  | Argélia       | GS Pétroliers       |
| Fathi Bennabi        | 27/7/1990  | Argélia       | GS Pétroliers       |
| Azzedine Lagab       | 18/09/1986 | Argélia       | GS Pétroliers       |
| Abdelmalek Madani    | 28/02/1983 | Argélia       | GS Pétroliers       |
| Abdelbasset Hannachi | 02/02/1985 | Argélia       | TT Raiko - Argon 18 |
| Abdelmalek Kessi     | 22/06/1990 | Argélia       | Neoprofissional     |
| Ismain Lallouchi     | 19/07/1989 | Argélia       | Neoprofissional     |
| Abdelkrim Charif     | 07/04/1981 | Argélia       | Neoprofissional     |
| Youcef Reguigui      | 09/01/1990 | Argélia       | GS Pétroliers       |
| Khalil Tamarante     | 19/09/1979 | Argélia       | GS Pétroliers       |
| Lotfi Tchambaz       | 08/11/1985 | Argélia       | GS Pétroliers       |

### 2013
| Corredor              | Nascimento | Nacionalidade | Equipa de 2012                       |
| Abdelkader Belmokhtar | 05/03/1987 | Argélia       | Neoprofissional                      |
| Boualem Belmokhtar    | 11/03/1993 | Argélia       | Olympique Team Algérie               |
| Abdellah Ben Youcef   | 10/04/1987 | Argélia       | Groupement Sportif Pétrolier Algérie |
| Abderrahman Bourezza  | 19/01/1985 | Argélia       | Vélo Clube SOVAC                     |
| Mohamed Hamza         | 14/10/1992 | Argélia       | Vélo Clube SOVAC                     |
| Abdelbasset Hannachi  | 02/02/1985 | Argélia       | Groupement Sportif Pétrolier Algérie |
| Abdelmalek Kessi      | 22/06/1990 | Argélia       | Groupement Sportif Pétrolier Algérie |
| Azzedine Lagab        | 18/09/1986 | Argélia       | Groupement Sportif Pétrolier Algérie |
| Ismain Lallouchi      | 19/07/1989 | Argélia       | Groupement Sportif Pétrolier Algérie |
| Abdelmalek Madani     | 28/02/1983 | Argélia       | Groupement Sportif Pétrolier Algérie |
| Khelil Tamarente      | 19/09/1979 | Argélia       | Groupement Sportif Pétrolier Algérie |
| Abdenour Yahmi        | 10/05/1992 | Argélia       | Geofco-Ville d'Alger                 |

### 2014
| Corredor              | Nascimento | Nacionalidade | Equipa de 2013                              |
| Abdelkader Belmokhtar | 03/05/1987 | Argélia       | Groupement Sportif Pétrolier Algérie        |
| Boualem Belmokhtar    | 11/03/1993 | Argélia       | Groupement Sportif Pétrolier Algérie        |
| Abdellah Ben Youcef   | 10/04/1987 | Argélia       | Groupement Sportif Pétrolier Algérie        |
| Fathi Bennabi         | 27/07/1990 | Argélia       | Groupement Sportif Pétrolier Algérie (2012) |
| Abderrahman Bourezza  | 19/01/1985 | Argélia       | Groupement Sportif Pétrolier Algérie        |
| Mustapha Droueche     | 28/01/1994 | Argélia       | Groupement Sportif Pétrolier Algérie        |
| Mohamed Hamza         | 14/10/1992 | Argélia       | Groupement Sportif Pétrolier Algérie        |
| Abdelbasset Hannachi  | 02/02/1985 | Argélia       | Groupement Sportif Pétrolier Algérie        |
| Ayoub Karrar          | 02/03/1993 | Argélia       | Groupement Sportif Pétrolier Algérie        |
| Azzedine Lagab        | 18/09/1986 | Argélia       | Groupement Sportif Pétrolier Algérie        |
| Ismain Lallouchi      | 19/07/1989 | Argélia       | Groupement Sportif Pétrolier Algérie        |
| Abdelmalek Madani     | 28/02/1983 | Argélia       | Groupement Sportif Pétrolier Algérie        |
| Bilal Saada           | 26/10/1990 | Argélia       | Vélo Clube Sovac Algérie (2012)             |
| Abdenour Yahmi        | 10/05/1992 | Argélia       | Groupement Sportif Pétrolier Algérie        |
| Abdelaziz Yahmi       | 10/05/1992 | Argélia       | Geofco Ville d'Alger (2012)                 |

1. ↑  Desde 1 de maio.
2. ↑  Até 31 de julho.

### 2015
| Corredor                 | Nascimento | Nacionalidade | Equipa de 2014                       |
| Adil Barbari             | 27/05/1993 | Argélia       | Velo Clube Sovac                     |
| Abdelkader Belmokhtar    | 03/05/1987 | Argélia       | Groupement Sportif Pétrolier Algérie |
| Boualem Belmokhtar       | 11/03/1993 | Argélia       | Groupement Sportif Pétrolier Algérie |
| Zoheir Benyoub           | 16/10/1996 | Argélia       | Neoprofissional                      |
| Abdellah Ben Youcef      | 10/04/1987 | Argélia       | Groupement Sportif Pétrolier Algérie |
| Mustapha Droueche        | 28/01/1994 | Argélia       | Groupement Sportif Pétrolier Algérie |
| Abderrahmane Mehdi Hamza | 02/12/1987 | Argélia       | Velo Clube Sovac                     |
| Abdelbasset Hannachi     | 02/02/1985 | Argélia       | Groupement Sportif Pétrolier Algérie |
| Ayoub Karrar             | 02/03/1993 | Argélia       | Groupement Sportif Pétrolier Algérie |
| Azzedine Lagab           | 18/09/1986 | Argélia       | Groupement Sportif Pétrolier Algérie |
| Ismain Lallouchi         | 19/07/1989 | Argélia       | Groupement Sportif Pétrolier Algérie |
| Abdelmalek Madani        | 28/02/1983 | Argélia       | Groupement Sportif Pétrolier Algérie |
| Abd Elnnaim Samadi       | 11/08/1994 | Argélia       | Neoprofissional                      |

1. ↑  Até 7 de maio.
2. 1 2  Até 20 de maio.
3. ↑  Desde 14 de julho.

### 2016
- Equipa amadora

### 2017
- Equipa amadora

### 2018
| Corredor               | Nascimento | Nacionalidade | Equipa de 2017                       |
| Benyoucef Abdellah     | 10/04/1987 | Argélia       | Groupement Sportif Pétrolier Algérie |
| Abdelkader Belmoukhtar | 05/03/1987 | Argélia       | Argélia                              |
| Abdelghanie Fellah     | 11/12/1995 | Argélia       | Neoprofissional                      |
| Karim Hadjbouzit       | 10/02/1991 | Argélia       | Vélo Clube Sovac                     |
| Yacine Hamza           | 18/04/1997 | Argélia       | Groupement Sportif Pétrolier Algérie |
| Djamel Eddine Koriche  | 18/08/1998 | Argélia       | Neoprofissional                      |
| Azzedine Lagab         | 18/09/1986 | Argélia       | Groupement Sportif Pétrolier Algérie |
| Ismain Lallouchi       | 19/07/1989 | Argélia       | Groupement Sportif Pétrolier Algérie |
| Mehdi Lounis           | 04/02/1995 | Argélia       | Argélia                              |
| O Khacib Sassane       | 04/04/1994 | Argélia       | Neoprofissional                      |